# Oedothorax tingitanus
Oedothorax tingitanus là một loài nhện trong họ Linyphiidae.
Loài này thuộc chi Oedothorax. Oedothorax tingitanus được Eugène Simon miêu tả năm 1884.